# 1904 год в спорте
Список 1904 год в спорте перечисляет спортивные события, произошедшие в 1904 году.

## Российская империя
- Чемпионат России по конькобежному спорту 1904;

## Международные события

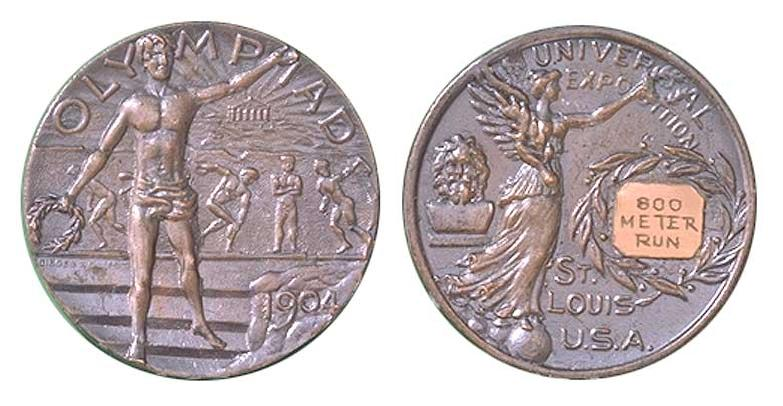
Серебряная медаль Олимпиады 1904 года

- Кубок домашних наций 1904;
- Тур де Франс 1904;

### Летние Олимпийские игры 1904
- Академическая гребля;
  - Восьмёрки;
  - Двойки;
  - Одиночки;
  - Парные двойки;
  - Четвёрки;
- Баскетбол;
- Бокс;
  - до 47,6 кг;
  - до 52,2 кг;
  - до 56,7 кг;
  - до 61,2 кг;
  - до 65,8 кг;
  - до 71,7 кг;
  - свыше 71,7 кг;
- Борьба;
  - до 47,6 кг;
  - до 52,2 кг;
  - до 56,7 кг;
  - до 61,2 кг;
  - до 65,8 кг;
  - до 71,7 кг;
  - свыше 71,7 кг;
- Велоспорт;
  - 0,25 мили;
  - 0,33 мили;
  - 0,5 мили;
  - 1 миля;
  - 2 мили;
  - 25 миль;
  - 5 миль;
- Водное поло;
- Гольф;
  - Командный разряд;
  - Одиночный разряд;
- Лакросс;
- Лёгкая атлетика;
  - Бег на 100 метров;
  - Бег на 110 метров с барьерами;
  - Бег на 1500 метров;
  - Бег на 200 метров;
  - Бег на 200 метров с барьерами;
  - Бег на 2590 метров с препятствиями;
  - Бег на 4 мили среди команд;
  - Бег на 400 метров;
  - бег на 400 метров с барьерами;
  - Бег на 60 метров;
  - Бег на 800 метров;
  - Десятиборье;
  - Марафон;
  - метание веса в 56 фунтов;
  - Метание диска;
  - Метание молота;
  - Прыжки в высоту;
  - Прыжки в высоту с места;
  - Прыжки в длину;
  - Прыжки в длину с места;
  - Прыжки с шестом;
  - Толкание ядра;
  - Троеборье;
  - Тройной прыжок;
  - Тройной прыжок с места;
- Перетягивание каната;
- Плавание;
  - 1 миля вольным стилем;
  - 100 ярдов вольным стилем;
  - 100 ярдов на спине;
  - 220 ярдов вольным стилем;
  - 440 ярдов брассом;
  - 440 ярдов вольным стилем;
  - 50 ярдов вольным стилем;
  - 880 ярдов вольным стилем;
  - Эстафета 4×50 ярдов вольным стилем;
- Прыжки в воду;
  - Вышка;
  - Прыжки на дальность;
- Роке;
- Спортивная гимнастика;
  - Булавы;
  - Индивидуальное первенство;
  - Кольца;
  - Командное первенство;
  - Конь;
  - Лазание по канату;
  - Опорный прыжок;
  - Параллельные брусья;
  - Первенство на 7 снарядах;
  - Первенство на 9 снарядах;
  - Перекладин;
- Стрельба из лука;
  - Двойной американский круг;
  - Двойной йоркский круг;
  - Двойной колумбийский круг;
  - Двойной национальный круг;
  - Командное первенство (женщины);
  - Командное первенство (мужчины);
- Теннис;
  - Одиночный турнир;
  - Парный турнир;
- Тяжёлая атлетика;
  - Многоборье на гантелях;
  - Толчок двумя руками;
- Фехтование;
  - Палки;
  - Рапира;
  - Рапира среди команд;
  - Сабля;
  - Шпага;
- Футбол;
  - Составы;
- Итоги летних Олимпийских игр 1904 года;

### Чемпионаты Европы
- Чемпионат Европы по конькобежному спорту 1904;
- Чемпионат Европы по фигурному катанию 1904;

### Чемпионаты мира
- Чемпионат мира по тяжёлой атлетике 1904;
- Чемпионат мира по фигурному катанию 1904;

### Баскетбол
- 1904 год в баскетболе;

### Регби
- Кубок домашних наций 1904;
- Созданы клубы:
  - «Авирон Байонне»;
  - «Дакс»;
  - «Орийак»;

### Футбол
- Созданы клубы:
  - «Америка» (Рио-де-Жанейро);
  - «Архентинос Хуниорс»;
  - «Атланта» (Буэнос-Айрес);
  - «Бангу»;
  - «Беллинцона»;
  - «Вестерос»;
  - «Вестфалия 04»;
  - «Волен»;
  - «Гётеборг»;
  - «ДАК 1904»;
  - «Дьёр»;
  - «Карлайл Юнайтед»;
  - «Коломяги»;
  - «Мехелен»;
  - «Насьональ» (Асунсьон);
  - «Ницца»;
  - «По»;
  - «Погонь» (Львов);
  - «Сиена»;
  - «Феррокарриль Оэсте»;
  - «Фрайбург»;
  - «Фригг Осло»;
  - «Халл Сити»;
  - «Хистон»;
  - «Шальке 04»;
  - «Шарлевиль»;
  - «Шарлеруа»;
  - «Эксетер Сити»;
  - «Эльфсборг»;
  - «Этуаль» (Каруж);

#### Англия
- Футбольная лига Англии 1903/1904;
- Футбольная лига Англии 1904/1905;

### Хоккей с шайбой
- Создан клуб «Швеннингер Уайлд Уингз»;

### Шахматы
- Кембридж-Спрингс 1904;